# Ka-226
卡-226（英語：、北約代號Hoodlum：流氓、小混混、不良少年）是一款小型雙引擎通用直升機。Ka-226可根據不同的任物裝備不同的任務吊艙。

## 發展

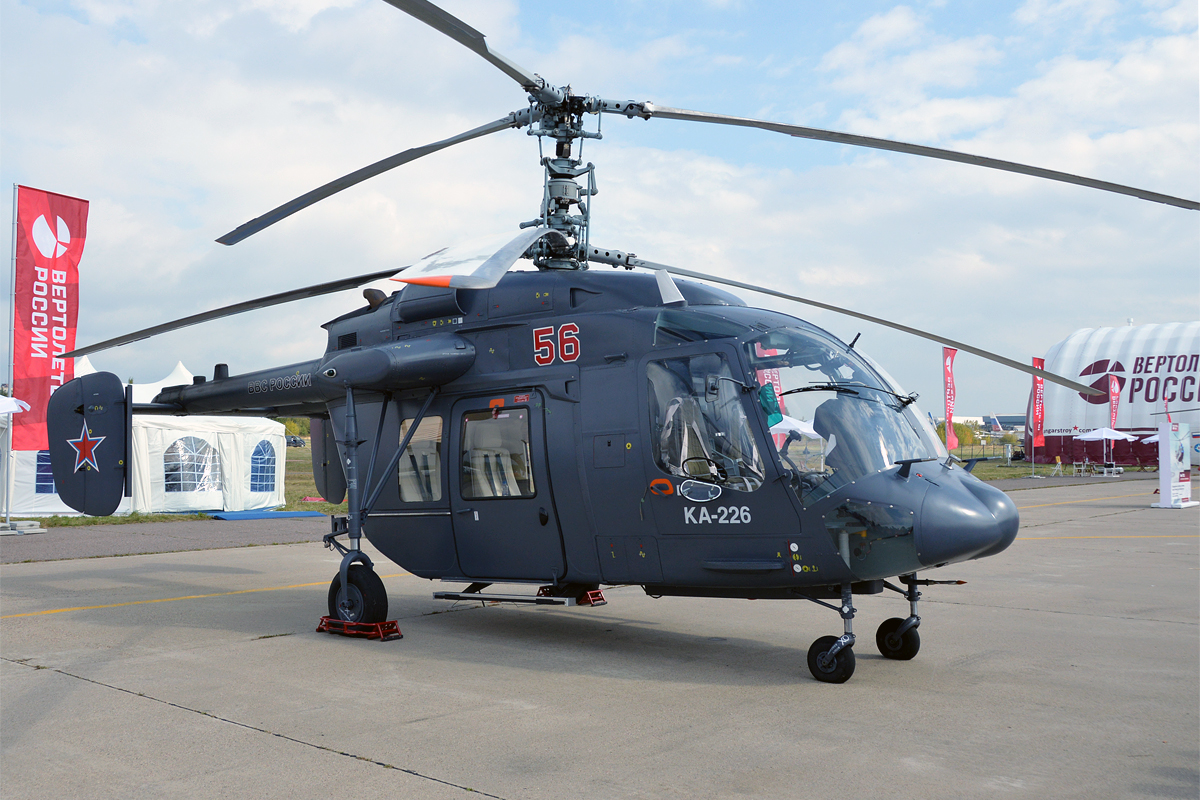
一架俄羅斯空軍的Ka-226

在Ka-26大獲成功後，卡莫夫設計局設計了兩款改進版，分別為單引擎的Ka-126和雙引擎的Ka-226。最初開發是為了滿足俄羅斯救災的要求。該機於1997年9月4日首飛。2003年10月31日獲得了俄羅斯AP-29“A”和“B”運輸類別的認證。而後，稀奇動力在烏克蘭扎波羅熱投產。
2014年2月，據報導印度與俄羅斯達成協議，在其領土上生產Ka-226T和Mi-17。根據2011 年與俄羅斯國防部簽訂的合同，"庫梅爾套航空生產公司"生產了一批Ka-226.80，並於2015年4月17日交付。
2015年4月，搭載Turbomeca Arrius 2G發動機的Ka-226T在俄羅斯順利通過認證。兩架Ka-226T參加了飛行測試計劃。相較於搭載Allison 250-C20R/2發動的初版在性能上，Ka-226T的性能有所提升。據早前報導，由 "庫梅爾套航空生產公司"（Ka-226.50 和 Ka-226.80 版本）製造的Ka-226於2005年開始交付。2017年3月下旬，俄羅斯安全機構接收了首批2架艦載Ka-226T，並於2018年4月交付6架。2018年3月，俄羅斯為Ka-226T頒發了補充證書，證實該機能在高溫下運行。
2015年12月印度與俄羅斯簽署了一項協議，由俄羅斯國家技術集團、俄羅斯直升機公司和印度斯坦航空有限公司成立一家位於杜姆古爾的合資企業。
Ka-226是Ka-26的改進版，具有可互換的任務吊艙。該飛機配備了新的旋翼系統、更全面視野的機頭和全新設計的客艙。Ka-226還配備了新的傳動系統，主要由複合材料製成。
該機的旋翼配備了具有先進複合材料設計的同軸旋翼，使Ka-226具有高度機動性，並且無需尾旋翼。

## 型號

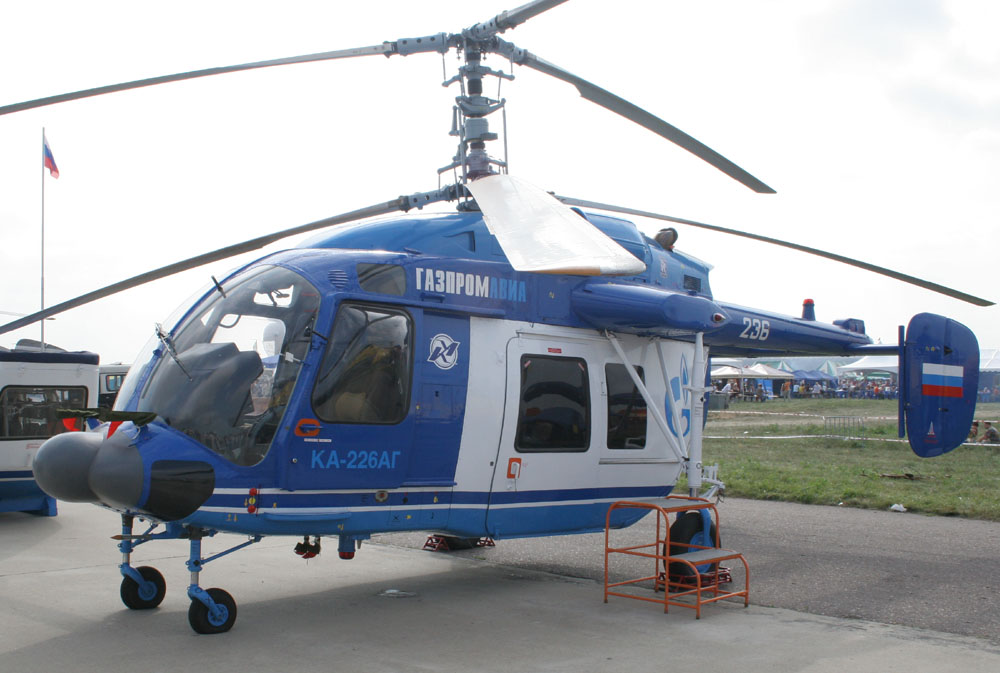
俄羅斯天然氣工業股份公司的Ka-226TG

已經為俄羅斯緊急事務部開發了搜索和救援、醫療運輸、救災和巡邏變體。 已經為俄羅斯政府開發了空中救護、警察和消防變體。
- Ka-226

通用型版本
- Ka-226AG

為俄羅斯天然氣工業股份公司設計的特定版本。
- Ka-226T

將原本的勞斯萊斯250C發動機換掉，改裝備Turbomeca Arrius 2G1發動機。 每台發動機皆670匹，並將升限提升到7,000m左右。相較於前款，該機有新型航電設備，包括多功能顯示器、自動控制系統、導航系統、雷達。它可以配備起重系統、直升機吊索、探照燈和外部油箱。對於搜索和救援任務，直升機可以配備醫療模塊。
- Ka-226TG

為俄羅斯天然氣工業股份公司改裝Ka-226T版本。

## 用戶

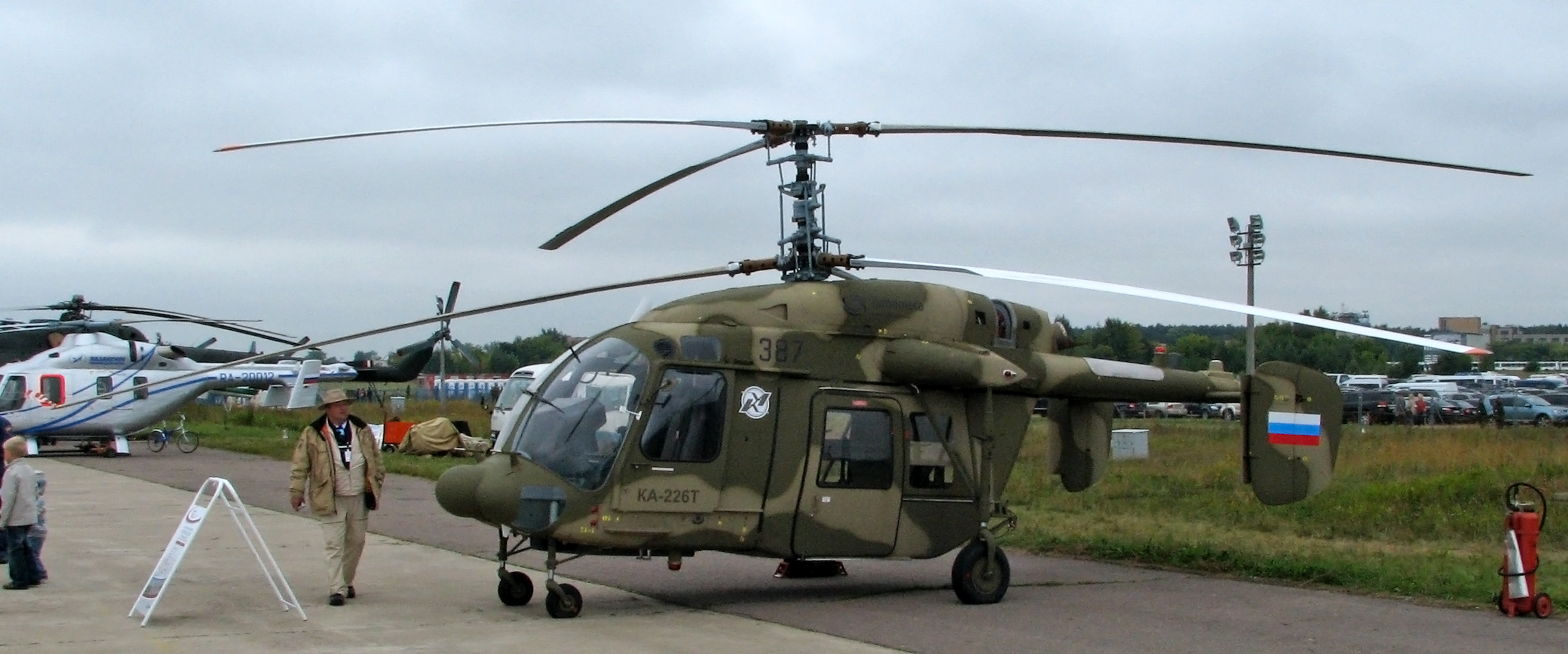
2009年展示於莫斯科國際航空航天展覽會的Ka-226T

- 印度
  - 印度陸軍(135架) [8]
  - 印度空軍(65架)[8]
- 俄羅斯
  - 俄羅斯空軍(36架)[8]
  - 聯邦安全局(6架)[9]
  - 俄羅斯警察
- 乌克兰
  - 烏克蘭海軍航空兵（英语：Ukrainian Naval Aviation）(1架)[8]
- 叙利亚
  - 敘利亞阿拉伯空軍(至少2架)[10]

## 外部連結
- www.aviation.ru